# Mesosa latifasciata
Mesosa latifasciata là một loài bọ cánh cứng trong họ Cerambycidae.